# Рясна (зупинний пункт)
Рясна́ — пасажирський залізничний зупинний пункт Львівської дирекції Львівської залізниці на лінії Львів — Рава-Руська. Розташований на території колишнього села Рясна Польська, яке у 1988 році увійшло до складу Львова.

## Історія
У 1895 році через село Рясна Польська прокладена залізнична лінія, яка сполучила Львів із містечком Янів (нині — селище Івано-Франкове). Тоді на околиці села знаходилася станційна будівля, яка з часом була закинута, а згодом перетворилася на звичайний житловий будинок, в якому мешкає сім'я залізничника. За зупинним пунктом розташовувався залізничний роз'їзд — одна гілка прокладена у напрямку станції Брюховичі, інша — у напрямку Янова. У 1903 році друга залізнична гілка була продовжена до станцій Яворів та Шкло-Старжиська. Зупинний пункт Рясна-Польська знаходився поруч із однойменним селом. Під час Другої світової війни у будівлю станції влучила авіабомба, після чого її так і не було відновлено. У 1988 році село увійшло до складу Львова, тоді ж до складу міста увійшов та був перейменований і зупинний пункт, який в деяких джерелах вказується як Рясне.
У 1972 році прокладена обхідна електрифікована залізнична лінія від зупинного пункту Кам'янобрід (дільниця Львів — Мостиська II) до станції Шкло-Старжиська, завдяки якій скоротився час поїздки, проте Янівська гілка почала згодом занепадати. Тоді залізницю між селом Старичі та селищем Івано-Франкове було демонтовано, проте станція Янів-Львівський у Івано-Франковому продовжувала існувати як вантажна. Станцію Янів-Львівський ліквідовано вже за часів незалежності України. Аналогічна доля спіткала і саму платформу Рясна, яка обладнанана павільйоном, в якому пасажири очікують на прибуття приміського електропоїзда.

## Пасажирське сполучення
Залізничне сполучення зі Львовом
До 1995 року курсував приміський електропоїзд сполученням Львів — Рудно, який здійснював два рейси ввечері о 17:04 та о 21:00 з проміжними зупинками Депо-Схід, Клепарів, Батарівка, Рясна І, Конвеєр, Рясна II, Білогорща та у зворотному напрямку о 18:00 та о 21:53 з тими ж проміжними та кінцевою зупинкою на станції Клепарів. Загальний час у дорозі складав 46 хвилин у напрямку Рудно та 35 хвилин — до Клепарова. Оскільки зупинний пункт Рясна знаходився поруч з однойменною промисловою зоною, то на ній був досить інтенсивний рух приміських електропоїздів. Станом на 1995 рік приміські електропоїзди зі Львова до Рясної курсували за таким графіком: 06:25, 07:35, 08:16, 15:20, 17:04, 19:32, 21:00; з Рясного на Львів: 07:14, 08:15, 09:00, 16:19, 18:14, 20:17, 22:07.
Наразі платформа Рясна немає великого значення у пасажирському русі, проте щоденно на ній зупиняються єдиний приміський поїзд сполученням Львів — Рава-Руська (1 пара).
Міський рейковий автобус
У рамках розбудови мережі зупинних пунктів у Львові для курсування міського рейкового автобуса після запровадження його першої черги Сихів — Підзамче передбачалося запустити в дію другу чергу Сихів — Рясна з рядом проміжних зупинок, для чого Львівська міська рада погодила виділення землі для Львівської залізниці.